# Stele della restaurazione

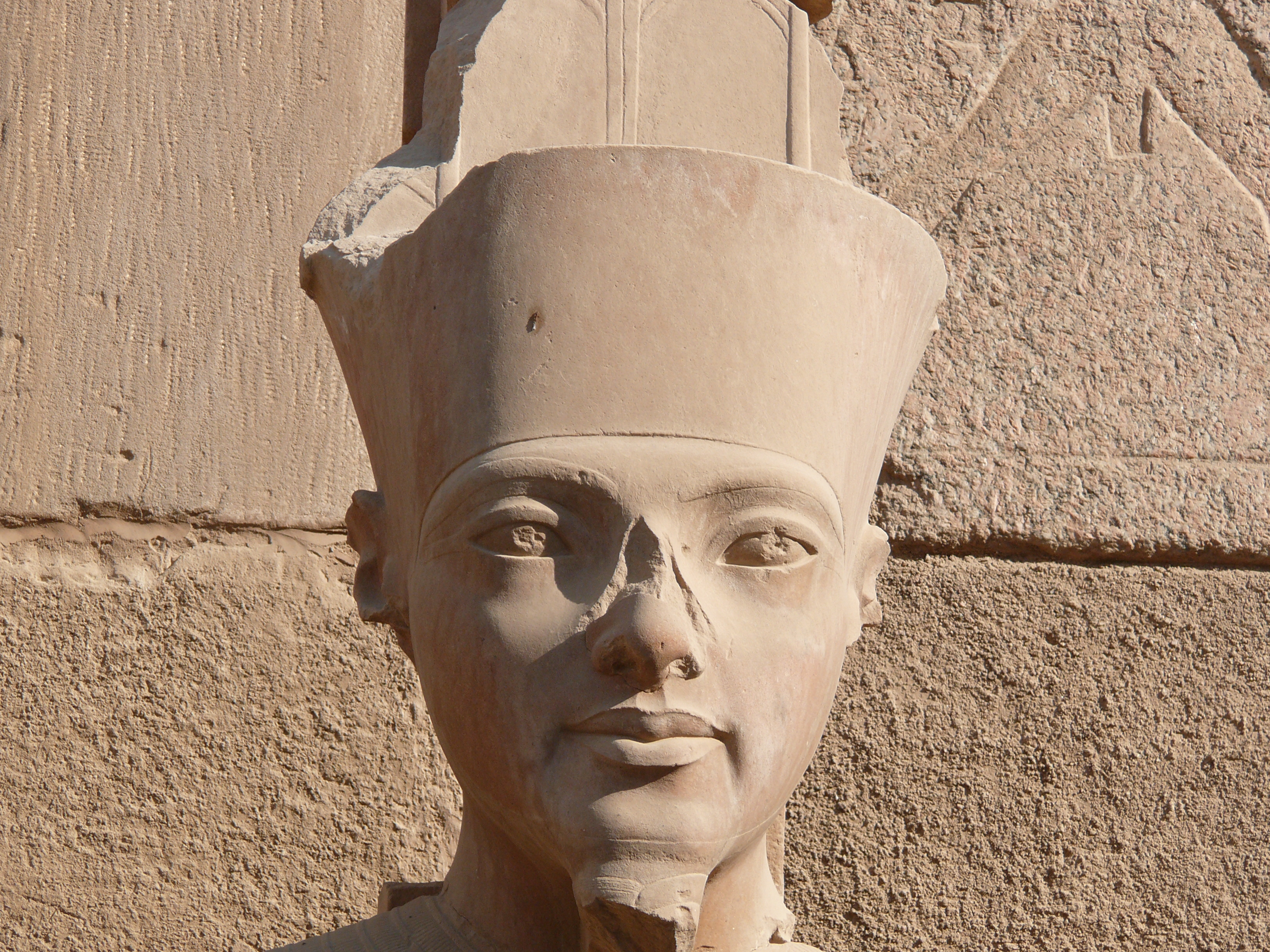
Statua del dio Amon con le fattezze di Tutankhamon, nel Complesso templare di Karnak.

La Stele della restaurazione è un'antica stele votiva egizia in granito rosso. Inizialmente eretta da Tutankhamon (regno: 1332 - 1323 a.C.), fu rinvenuta nel 1905-1907 dall'archeologo francese Georges Legrain a Karnak, nei pressi del terzo pilone (che all'epoca di Tutankhamon costituiva l'ingresso principale del Tempio). Si trova oggi al Museo Egizio del Cairo. Le sue dimensioni sono: altezza cm 225 con la parte superiore arrotondata "a lunetta", larghezza cm 129, spessore cm 38).

## Storia
La stele, scolpita sotto il regno di Tutankhamon, venne in seguito usurpata, attraverso la cancellazione e la riscrittura della titolatura e della datazione,  da Horemheb, salito al trono dopo Ay, nel quadro dell'operazione di damnatio memoriae di tutti coloro che, in qualche modo, avevano avuto parte nella  fallita riforma religiosa di Akhenaton e della restaurazione degli antichi culti avvenuta, appunto, durante il regno del giovane Tutankhamon. 
Il testo è preceduto da un rilievo che raffigura il sovrano nell'atto di presentare offerte al dio Amon.

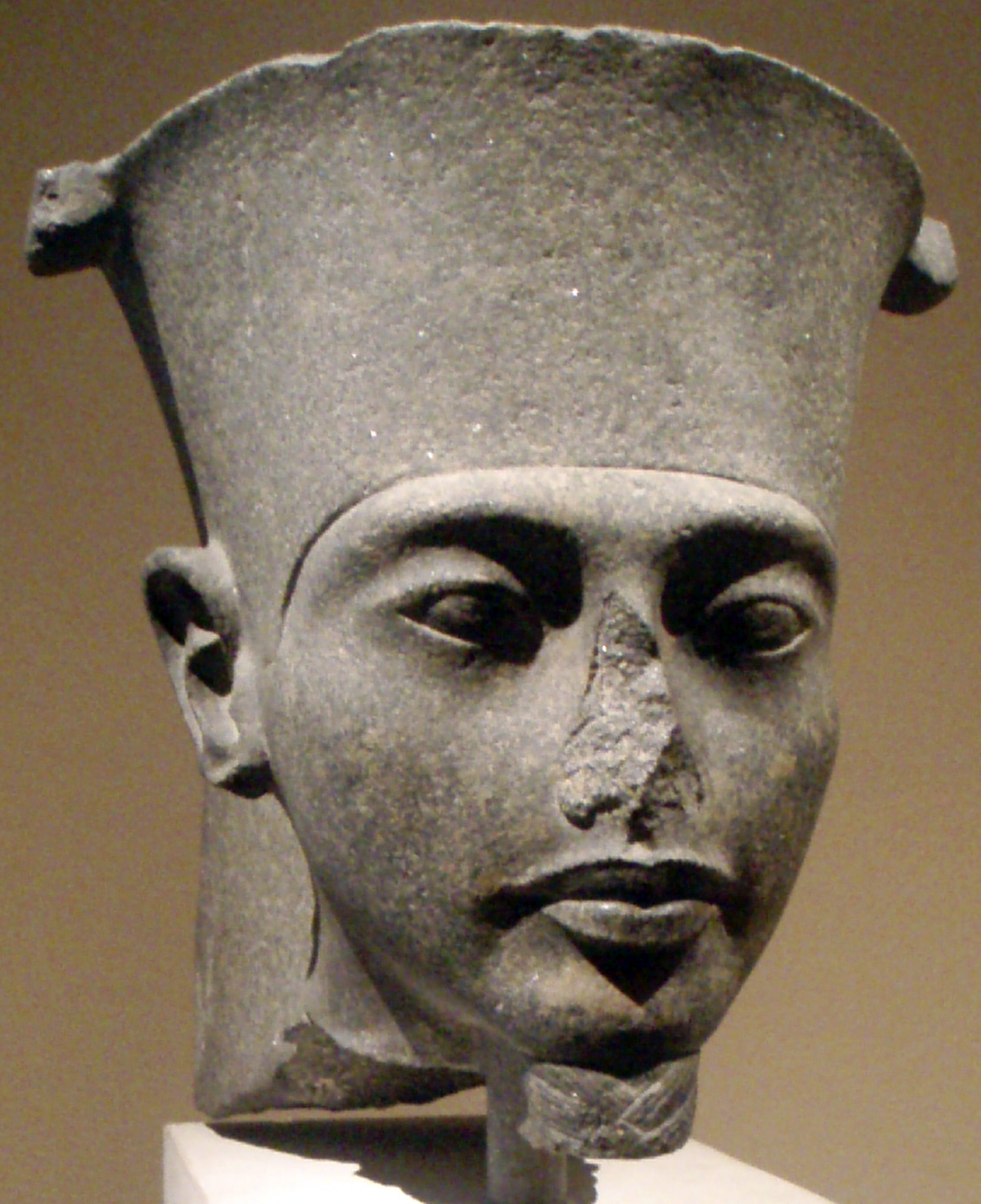
Testa di un'altra statua di Amon con le fattezze di Tutankhamon. Metropolitan Museum of Art, New York.

L'importanza della stele risiede nell'essere la conferma  della volontà di Horemheb di "cancellare" il periodo storico legato alla cosiddetta "eresia amarniana" di cui Tutankhamon, salito al trono con il nome di Tutankhaton, aveva già rinnegato la divinità, Aton, modificando la parte teofora del suo nome. Horemhab, peraltro, per avvalorare la cancellazione dei suoi predecessori e ricollegarsi al culto principale del Dio Amon, fece risalire la sua incoronazione direttamente alla morte di Amenhotep III (padre di Akhenaton) appropriandosi, di fatto, degli anni di regno di Amenhotep IV/Akhenaton, Smenkhara, Tutankhamon ed Ay, tutti sovrani il cui nome non venne iscritto nelle Liste Reali causandone, perciò, l'oblio.
La stele venne rinvenuta da Legrain in cinque frammenti a causa del crollo di un architrave che la sovrastava. È noto che, in epoca araba, la stele era ancora integra giacché in quel periodo si provvide a praticare longitudinalmente, sulla superficie iscritta, undici fori rettangolari per l'inserimento dei cunei di frattura con l'intento di ricavarne, verosimilmente, la soglia per una finestra. Non si è a conoscenza dei motivi per cui l'operazione di taglio della stele venne sospesa, i fori, tuttavia, hanno causato la perdita di parte del testo che non è stato possibile integrare neppure con i frammenti rinvenuti, nel 1907 e, successivamente, nel 1940 (nelle fondazioni del tempio di Montu) di un secondo esemplare della stele di cui restano leggibili solo poche righe (nn. 15 e 27).
Secondo alcuni studiosi l'editto contenuto nella stele venne redatto a Menfi, secondo altri a Tebe proprio per costituire un documento ufficiale che sancisse il ritorno agli antichi culti interrotti dal periodo dell'Atonismo. La località di redazione dell'editto appare importante giacché da essa potrebbe derivare che si sia trattato di un documento in qualche modo di espiazione o sottomissione preteso dal clero di Amon per acconsentire ad un ritorno del Re Tutankhamon e della sua Corte nella capitale dinastica, Tebe, dopo l'abbandono da parte di Akhenaton che aveva fondato la nuova capitale ad Akhetaton, l'odierna Tell el Amarna.
Il testo ad oggi leggibile (nonostante le lacune) è costituito da 30 righe orizzontali.

## Testo (orientativamente righe 6-21)
Il paese era nel caos, e gli dei l'avevano abbandonato. Se ci si prostrava, per chiedere il favore di un dio, questi taceva. Ma dopo molti giorni la mia maestà sorse sul trono di suo padre, governò sul territorio di Horus, e le Due Terre furono quotidianamente sotto il suo comando. Poi consultai il mio cuore esaminando ogni occasione meritevole e cercando di capire cosa avrebbe rallegrato il padre Amon. Modellai così la sua augusta immagine con oro, raddoppiai tutte le offerte del tempio, le triplicai e quadruplicai con argento, oro, lapislazzuli, turchesi, tutte pietre rare e costose, filati di lino regali, candidi tessuti, tela finissima, olio d'oliva, incenso e mirra. Il cuore degli dei e delle dee che dimorano in questa terra sono ora colmi di gioia, e i possessori dei reliquiari sono felici.»